# Transvaal Open
Het Transvaal Open was een golftoernooi in Zuid-Afrika, Het maakte deel uit van de South African Tour (de huidige Sunshine Tour).
Bobby Locke won in 1935 en 1937 het Transvaal Amateur. In 1938 werd hij professional, waarna hij onder meer 12 keer het Transvaal Open won. Zijn score van 1939 was een record. 

## Winnaars
| - 1913: Jock Brews - 1921: Jock Brews - 19??: Sid Brews - 1929: Charles McIlvenny - 1930: Sid Brews - 1931: Sid Brews - 1932: Sid Brews - 1933: Sid Brews - 1934: Sid Brews - 1935: Sid Brews - 1936: Sid Brews - 1937: Bobby Locke (286) amateur - 1938: Bobby Locke (277) | - 1939: Bobby Locke (265) - 1940: Bobby Locke - 1941: Bobby Locke - 1946: Bobby Locke - 1948: Otway Hayes - 1949: Bobby Locke - 1950: Bobby Locke - 1951: Bobby Locke - 1954: Bobby Locke (265) - 1955: Bobby Locke (285) - 1956: Bruce Keyter - 1957: Harold Henning - 1958: Bobby Locke (276) - 1959: Gary Player (266) | - 1960: Gary Player - 1961(Jan): Alan Brookes - 1961(Dec): Gary Player - 1962: Gary Player (266) - 1963: Retief Waltman - 1965: Bobby Verwey - 1966: Gary Player - 1968: Cobie le Grange - 1969: Bobby Verwey - 1970: John Bland - 1971: Peter Oosterhuis - 1973(Jan) John Fourie - 1973(Dec): Hugh Baiocchi - 1974: Vin Baker |

Sid Brews won het toernooi 8 keer, in 1935 was het zijn 6de overwinning.
Amatola Sun Classic · Atlantic Beach Classic · Bell's Player Championship · Bloemfontein Classic · Botswana Open · Bushveld Classic · Canon Classic · Coca-Cola Charity Championship · Cock of the North · Devonvale Classic · Emfuleni Classic · Eskom Power Cup · General Motors Open · Goldfields Powerade Classic · Goodyear Classic · Graceland Challenge · Highveld Classic · ICL International · Iscor Newcastle Classic · Kalahari Classic · Limpopo Classic · Lombard Tyres Classic · Mafunyane Trophy · Mercedes Benz Golf Challenge · Mount Edgecombe Trophy · Namibië Open · Namibia PGA Championship · Nashua Wild Coast Sun Challenge · Natal Open · Nelson Mandela Invitational · Northern Cape Classic · Observatory Classic · Palabora Classic · Parmalat Classic · Radio Algoa Challenge · Randfontein Classic · Rhodesian Masters · Riviera Resort Classic · Royal Swazi Sun Classic · Seekers Travel Pro-Am · South African Masters · South African Match Play Championship · South African Pro-Am Invitational · Spoornet Classic · Sun Coast Classic · Transvaal Open · Vodacom Golf Championship · Vodacom Open · Vodacom Players Championship · Vodacom Series · Vodacom Trophy · Western Cape Classic · Western Province Open